# Robert Indiana

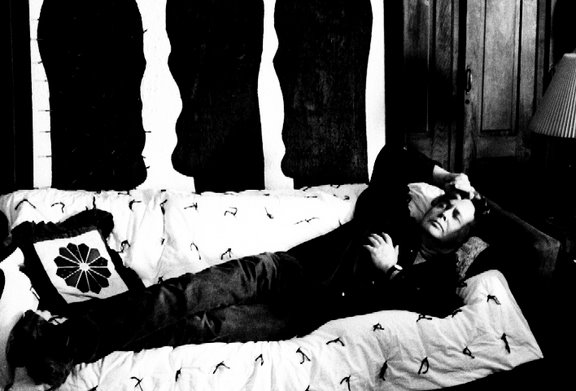
Robert Indiana descansa a Maine

Robert Indiana (New Castle, 13 de setembre de 1928 – Vinalhaven, 19 de maig de 2018) va ser un artista estatunidenc que va estar associat amb el moviment estilístic anomenat Pop Art.
Indiana va traslladar-se a Nova York el 1954 i s'incorporà al moviment Pop Art amb una iconografia pròpia que combina l'art comercial amb l'existencialisme, i que progressivament va derivar en el que Indiana mateix anomena "poemes escultòrics". Les obres de R. Indiana són sovint imatges icòniques simples, atrevides, sobretot números i paraules curtes com ara "EAT", "HUG", i "LOVE" (de l'anglès: menjar, abraçar/da i amor/estimar respectivament). També se'l coneix per haver pintat la pista de basquetbol del US Cellular Arena a la ciutat de Milwaukee on, en el passat, havien jugat els Milwaukee Bucks. El disseny, molt poc habitual, és una gran M que s'estén per ambdues meitats de la pista. La seva escultura 1-0 (2002, en alumini) i que es troba en la planta baixa del gratacel Taipei 101, està composta de xifres multicolors que suggereixen el comportament de les borses mundials ensems la vida humana.
Indiana va ser escenògraf i dissenyador de vestuari en diverses ocasions, com ara en la producció per l'Òpera de Santa Fe de The Mother of Us All de Virgil Thomson el 1976, basada en la vida de la sufragista Susan B. Anthony. Després dels atacs terroristes de l'11 de setembre de 2001, Indiana va crear una sèrie de Peace Paintings (pintures de pau), que varen exhibir-se el 2004 a Nova York. Va protagonitzar la pel·lícula d'Andy Warhol Eat (1964), que consisteix en un únic pla de 45 minuts on apareix Indiana menjant un bolet.

## LOVE

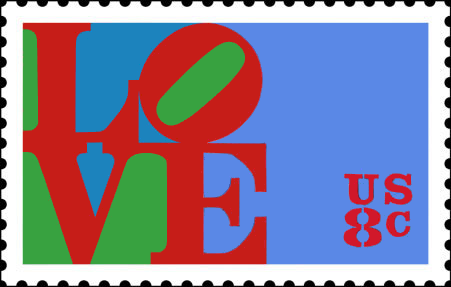
segell LOVE

L'obra més famosa d'Indiana és la paraula love en majúscules, disposada en forma de quadrat i amb la lletra O inclinada. Aquesta imatge va ser creada per a una postal de Nadal del Museu d'Art Modern de Nova York el 1964, i més endavant el United States Postal Service (el servei de correus dels EUA) va incloure-la en un segell postal de vuit cèntims de dòlar l'any 1973, i que iniciaria una sèrie regular de "love stamps" (segells d'amor).
S'han instal·lat diverses versions escultòriques d'aquesta imatge tant als EUA:
- Sisena avinguda de Nova York
- Biblioteca E W Fairchild-Martindale, campus Asa Packer de la Lehigh University
- Campus del Pratt Institute a Brooklyn, Nova York
- Indianapolis Museum of Art, Indianapolis, Indiana
- Scottsdale's Civic Center
- "LOVE Park" a Filadèlfia
- Jardí d'escultures del New Orleans Museum of Art
- Campus del Middlebury College, Vermont[2][3]
- Campus de la University of Pennsylvania, Filadèlfia
- Museu d'Art de la Universitat Brigham Young, Utah
- Campus de l'Ursinus College a Collegeville, Pennsilvània
- A la zona de la piscina del Red Rock Resort Spa and Casino a Las Vegas
- Campus de la Wichita State University a Wichita (Kansas)
- City Park de Nova Orleans, Louisiana

com en altres països del món:
- Taipei 101 a Taipei, Taiwan (també s'hi troba l'escultura del mateix Indiana 1-0)[1]
- Districte d'oficines de Shinjuku Oest a Tòquio (Japó)
- Carretera Orchard a Singapur
- Plaça del Sagrado Corazón a Bilbao, País Basc
- Hotel XIXe Siecle a Montreal, Canadà
- Enfront del 1445 del carrer West Georgia a Vancouver, Canadà
- Plaça do Rossio a Lisboa, Portugal

Una escultura d'Indiana amb la paraula amor en hebreu (ahava) està exposada al Museu d'Israel de Jerusalem, Israel.

### Estatus del copyright
Malauradament, Indiana no va registrar el copyright per a la seva imatge de més èxit i va tenir moltes dificultats per aturar-ne l'ús sense la seva autorització. S'ha reproduït i parodiat aquesta imatge en infinitat d'escultures, pòsters, i objectes d'escriptori tridimensionals. S'ha traduït a l'hebreu, el xinès, i al castellà. També va influir considerablement la coberta original de la novel·la Love Story d'Erich Segal. En la coberta de l'àlbum Renegades dels Rage Against the Machine hi apareix una paròdia, així com en la coberta del single de l'any 2002 'Little by Little' de l'àlbum Heathen Chemistry del grup Oasis. L'artista londinenc D*Face va parodiar recentment la imatge transformant-la en hate (odi) amb l'A inclinada. L'artista belga Eddy Gabriel va fer-ne una versió usant la paraula lost (perdut). Evan Greenfield l'ha actualitzat amb la seva escultura "I'm Lovin' It".

### Cultura del Skateboard
L'emblema LOVE ha estat adoptat pels practicants del skateboard i apareix sovint en revistes i vídeos especialitzades. Després que el skateboard fos prohibit en el LOVE Park de Filadèlfia, aquest mateix emblema va ser usat per les organitzacions que s'hi oposaven.